# 無毒世界基金會
無毒世界基金會（Foundation for a Drug-Free World），也稱無毒世界協會（Drug-Free World Organization）是由山達基教會於2006年設立並贊助的一個反毒宣傳組織，總部位於美國加州洛杉磯。
無毒世界基金會的主要活動是，推出有爭議性的《毒品的真相》系列小冊子及影片《毒品的真相：真人真事》，其中介紹毒品，也提到處方藥和酒精等。其反毒宣導中所包含的資訊是基於山達基教創始人L·罗恩·贺伯特撰寫的教義，並沒有科學或醫學價值。因爲資料滲入了山達基宗教理論和錯誤訊息，無毒世界和那可拿在美國、加拿大、法國、德國、比利時等已開發國家被廣泛拒絕，但在剛果、墨西哥、哥倫比亞、台灣等健康教育欠缺的國家成功招募了山達基新信徒。
山達基教會稱該基金會作爲山達基人在社會上做好事的例證之一。然而批評者指出，無毒世界在舉辦反毒活動時通常隱瞞其與山達基教會的直接關係，並試圖將山達基教理論引入校園。
無毒世界基金會在台灣以社團法人台灣無毒世界協會之名開展宣傳活動，於民國104年10月4日由著名婦產科醫師吳玉珍在高雄山達基教會成立。

## 山達基教的净化理論
山達基教會推廣此活動的官方目的是「找出傳統上會帶來文明崩解的社會亂源，並且根據山達基教創始人L·羅恩·賀伯特的作品，注入解決之道，處理社會主要亂源。」
山達基教會以及其附屬組織推出的「民俗療法」及「偏方」在國外引起相當大的爭議。該理論毫無科學基礎地四處宣稱服下的藥物將永遠囤積在人體的脂肪中，但只要去洗三溫暖且使用過量菸鹼酸等維他命，就能逆轉。醫學專家嚴正駁斥這樣的謬論，藥物並不會儲存在脂肪中就算有也是十分微量的，在統計學上無顯著意義，更不可能透過洗三溫暖「催汗」來代謝藥物。
截至2005年，醫界的共識是：「山達基的所謂健康宣導內容，是毫無任何醫學根據的。」
山達基組織宣稱主流的醫學對於本組織的「偏方」存有偏見，因此那些「鼓吹用藥的醫學專家學者無法相信本組織能提供一種不需服藥就能治百病的療法。」該組織表示那些對於組織的詆毀皆是肇因於自身的偏見人格所致。也因此那些人是「藥物濫用的擁護者，不是在吸毒就是在販毒」。
本組織的「旨在脫離藥物使用」的偏方被專家學者形容為「從醫學理論與實務上來說都是危險的、強不知以為知，以及假醫治，真詐財（medical fraud）」，
醫學界專家也認為本組織的「教育計畫」的內容「毫無醫學知識可言，從基本的藥物對生理、心理的交互作用及藥物濫用都與具有科學實證的醫學證據相違背，其中甚至連用詞都出現張冠李戴的情形」。

## 與山達基教會的關係
同其他教會外圍組織一樣，該組織由教會的財政分支國際山達基人協會贊助，公共關係與新聞稿則直接由教會辦理。教會新生活教育中心下屬的那可拿戒毒中心也由其贊助和招募新人。
無毒世界的反毒資料中參雜山達基宗教理論，並有錯誤的、無醫學科學基礎的內容。其錯誤資訊包括「小量毒品會提神，大量毒品會鎮定，所有毒品都一樣」，以及聲稱古柯鹼的戒斷者會因失落而自殺等等危言聳聽的言論。

### 美國
在2012年，美國加州聖安娜警察部門曾派發由無毒世界基金會提供的反毒小冊子。記者致電小冊子上的聯絡號碼，並問在哪裡可以得到藥物濫用的幫助，他被引導至那可拿的旗艦——箭頭戒治中心。那可拿是美國國稅局認定的山達基教會相關單位。這些關係在報紙上登出後，聖安娜警察部門撤回小冊子。
2009年9月9日，一位費城北自由市居民在市政廳警察會議外發現由基金會出品的小冊子，上面這樣寫着：

第一步是要理解為什麼一個人變得被毒品困着，在1969年5月，國際毒品危機達到高峰時，作家和人道主義者L.羅恩·賀伯特寫道：「當一個人鬱悶或疼痛時，他發現沒有治療可以得到身體上的解脫，他最終將會自己發現，毒品可以消除他的症狀……」
染上毒癮，也有真正的毒癮解決方案，利用L·羅恩·賀伯特方法的那可拿戒毒程序，有超過75％的成功率……

在新墨西哥州拉斯克魯塞斯，「無毒警官」計劃始於2008年11月。無毒世界基金會提供了小冊子，底部載有版權通知，是屬於無毒世界基金會、那可拿、生活與教育改善協會，所有都是山達基有關單位。市長後發現反毒計劃是由山達基教會創建和提供資金後，他道歉並結束計劃。
2005年，無毒世界基金會創立前一年，加州教育局對那可拿反毒教育進行評估。結論是其課程提供了不準確和不科學的資料，可能導致學生有危險行爲。教育局監督傑克·奧康內爾因此敦促所有加州學校禁止那可拿反毒教育計劃，加州醫學協會宣布一致支持這決定。基於加州的評估報告，夏威夷及美國數州的教育官員沒有允許那可拿進入公立學校。

### 加拿大
2012年，加拿大魁北克省三河城的那可拿中心，曾被爆出歧視並虐待戒毒患者的事件。當地衛生局調查發現，其所謂治療方案未經過醫學認可并且存在風險，而且費用高昂（三個月收取23,000歐元），最終下令關閉該組織。加拿大人權委員會以虐待患者和詐騙將此案訴諸法庭。

## 連結
- 無毒世界基金會台灣分會 （页面存档备份，存于）
- 台灣無毒世界協會 官方網站
- DrugFreeWorld.org Portuguese Web Archive的存檔，存档日期2008-02-18
- 什麼是無毒世界基金會呢？ - 山達基教會網問題 （页面存档备份，存于）